# Скінченні різниці
Скінченна різниця — математичний вираз виду f(x + b) − f(x + a), що широко використовується в числових методах в методі скінченних різниць для апроксимації значень функції та її похідних.

## Права, ліва та центральна різниця
Права різниця — вираз виду:
{\displaystyle \ \Delta _{h}[f](x)=f(x+h)-f(x).}
Ліва різниця — вираз виду:
{\displaystyle \ \nabla _{h}[f](x)=f(x)-f(x-h).}
Центральна різниця — вираз виду:
{\displaystyle \ \delta _{h}[f](x)=f(x+{\tfrac {1}{2}}h)-f(x-{\tfrac {1}{2}}h).}

## Зв'язок з похідною
Похідна функції f в точці x визначена, як границя розділеної різниці
{\displaystyle \ f'(x)=\lim _{h\to 0}{\frac {f(x+h)-f(x)}{h}}=\lim _{h\to 0}{\frac {\Delta _{h}[f](x)}{h}}}
Отже, права різниця поділена на h апроксимує похідну, якщо h є малим. Похибка апроксимації отримується з теореми Тейлора.
Ліва та центральна різниці теж апроксимують похідну:
{\displaystyle \ {\frac {\Delta _{h}[f](x)}{h}}-f'(x)=O(h)\quad (h\to 0).}
{\displaystyle \ {\frac {\nabla _{h}[f](x)}{h}}-f'(x)=O(h).}
{\displaystyle \ {\frac {\delta _{h}[f](x)}{h}}-f'(x)=O(h^{2}).}

## Різниці вищих порядків
Аналогічно до похідних вищих порядків можна отримати скінченні різниці вищих порядків. Наприклад, застосувавши центральну різницю в формулах {\displaystyle f'(x+h/2)} та {\displaystyle f'(x-h/2)} для апроксимації другої похідної {\displaystyle f} в точці x, отримаємо:
{\displaystyle f''(x)\approx {\frac {\delta _{h}^{2}[f](x)}{h^{2}}}={\frac {f(x+h)-2f(x)+f(x-h)}{h^{2}}}.}
В загальному випадку, праві, ліві та центральні різниці n-того порядку виражаються формулами:
{\displaystyle \Delta _{h}^{n}[f](x)=\sum _{i=0}^{n}(-1)^{i}{\binom {n}{i}}f(x+(n-i)h),}
{\displaystyle \nabla _{h}^{n}[f](x)=\sum _{i=0}^{n}(-1)^{i}{\binom {n}{i}}f(x-ih),}
{\displaystyle \delta _{h}^{n}[f](x)=\sum _{i=0}^{n}(-1)^{i}{\binom {n}{i}}f\left(x+\left({\frac {n}{2}}-i\right)h\right).}
Для непарних {\displaystyle n}, коефіцієнт перед {\displaystyle h} буде не цілим. Це часом є проблемою, оскільки {\displaystyle h} є інтервалом дискретизації. Для вирішення проблеми використовують середнє від {\displaystyle \delta ^{n}[f](x-h/2)} та {\displaystyle \delta ^{n}[f](x+h/2)}.
Зв'язок скінченних різниць вищих порядків з похідними вищих порядків:
{\displaystyle {\frac {d^{n}f}{dx^{n}}}(x)} {\displaystyle ={\frac {\Delta _{h}^{n}[f](x)}{h^{n}}}+O(h)} {\displaystyle ={\frac {\nabla _{h}^{n}[f](x)}{h^{n}}}+O(h)} {\displaystyle ={\frac {\delta _{h}^{n}[f](x)}{h^{n}}}+O(h^{2}).}
Скінченні різниці вищих порядків можуть використовуватись для покращення апроксимації. Наприклад:
{\displaystyle {\frac {\Delta _{h}[f](x)-{\frac {1}{2}}\Delta _{h}^{2}[f](x)}{h}}=-{\frac {f(x+2h)-4f(x+h)+3f(x)}{2h}}}
апроксимує f'(x) з точністю до h2. Доводиться записом вищенаведеного виразу через ряд Тейлора та зведенням подібних доданків.